# (653) Berenike
(653) Berenike – planetoida z grupy pasa głównego asteroid okrążająca Słońce w ciągu 5 lat i 86 dni w średniej odległości 3,01 au. Została odkryta 27 listopada 1907 roku w Taunton (Massachusetts) przez Joela Metcalfa. Nazwa planetoidy pochodzi od Bereniki II, żony króla Egiptu, Ptolemeusza III Euergetesa. Przed jej nadaniem planetoida nosiła oznaczenie tymczasowe (653) 1907 BK.